# Cylindromyia crassa
Cylindromyia crassa là một loài ruồi trong họ Tachinidae.